# 417
417 је била проста година.

## Догађаји
- 1. јануар – Цар Хонорије приморава своју полусестру Галу Плацидију да се уда за Констанција, свог генерала (магистер милитум). Постављен је за патриција и постаје истакнути члан Теодосијевог дома.
- Визиготи добијају Аквитанију и постају савезници (федерати) Западног римског царства. Краљ Валлија оснива своју престоницу у Тулузу.
- Нуљи постаје краљ корејског краљевства Сила.
- Јануар – Папа Иноћентије I осуђује пелагијанство, а екскомуницира јеретика Пелагија.
- 12. март – Папа Иноћентије I  умире након 16-годишњег епископства током којег је обновио односе између Рима и Антиохије, увео целибат за свештенство. Иноћентија је наследио папа Зосима као 41. римски епископ.